# Памятник башкирским конникам (Петровское)
Памятник башкирским конникам(укр. Пам'ятник башкирським кіннотникам) – монумент установленный в память 112-й Башкирская кавалерийской дивизии в «Сквере башкирских конников» г. Петровское Луганской области Украины.
Решением городского совета г. Петровское в центре города был отведен специальный участок для создания сквера и установки памятного знака.  Памятник и сквер открыт 3 октября 2009 года в рамках акции по увековечению памяти погибших воинов 112-й Башкирской кавалерийской дивизии и 110 летия со дня рождения М.М. Шаймуратова «Дорогами славных конников». Сквер представляет собой ландшафтный мемориальный комплекс, композиционным центром которого является «Памятник башкирским конникам». Памятник представляет собой гранитную глыбу высотой 1,8 м, установленной на подножии. На гранитной глыбе установлена вертикальная плита с надисью на русском и башкирском языках «Вечная слава! Командиру 112-й (16-й гвардейской) Башкирской кавалерийской дивизиитгенерал-майору М.М. Шаймуратову, командирам и бойцам, героически погибшим за освобождение Украины от фашистских захватчиков в феврале 1943 года» и высеченным рисунком скачущих кавалеристов.
«112-я гвардейская Башки́рская кавалери́йская диви́зия» была создана по национально-региональному признаку для участия в Великой Отечественной войне в Уфе в декабре 1941 года. М.М. Шаймуратов командовал дивизией с 25 декабря, погиб 23 февраля 1943 года между поселками Штеровского динамитного завода имени Г. И. Петровского (Петровское) и Юлино (Штеровка) Ворошиловоградской области.